# 恋は、ご多忙申し上げます
｢恋は、ご多忙申し上げます｣（こいは、ごたぼうもうしあげます）は、原由子の楽曲。自身の4作目のシングルとして、タイシタレーベルから7インチレコードで1983年8月21日に発売された。
1993年7月21日と1998年2月25日に8cmCDとして再発売されている。2016年12月12日からは主要配信サイトにてダウンロード配信、2019年12月20日からはストリーミング配信が開始されている。

## 背景・リリース
前作「誕生日の夜」から、約1年5か月ぶりにリリースされたシングル作品であり、アルバム『Miss YOKOHAMADULT YUKO HARA 2nd』の先行シングルでもある。また、オリコンの集計では、本作が自身のシングルの中で、最も売上が高い作品である。
本作からサザンオールスターズのプライベートレーベルであるタイシタレーベルからのリリースとなる。

## 批評
本作は、原のソロとして初のヒットシングルとなり、「私はピアノ」以来のソロアーティストとしての原が高い評価を受けることになった作品でもある。

## 収録曲
- 収録時間：8:54[6]

1. 恋は、ご多忙申し上げます (4:16)
（作詞・作曲：桑田佳祐　編曲：桑田佳祐 & Head Arrangers）
資生堂「フェアネス」CMソング。
音楽番組での披露の際は、ピアノ弾き語りではなくハンドマイクを持ち、振り付きで歌った[4]。
2. Dandelionて、タンポポのことなんです (4:38)
（作詞・作曲：原由子　編曲：桑田佳祐 & Head Arrangers）

## 参加ミュージシャン
- 恋は、ご多忙申し上げます
  - 原由子：Vocal
  - 原田末秋：Electric Guitar
  - 美久月千晴：Bass
  - 村上“ポンタ”秀一：Drums
  - 中西康晴：Keyboards
  - 神山暁雄：Synthesizer
  - 野沢秀行：Percussions
  - 桑田佳祐：Chorus

## 収録アルバム
| 曲名                                | 作品名                          |
| ----------------------------------- | ------------------------------- |
| 恋は、ご多忙申し上げます            | Miss YOKOHAMADULT YUKO HARA 2nd |
| 恋は、ご多忙申し上げます            | Loving You                      |
| 恋は、ご多忙申し上げます            | ハラッド                        |
| Dandelionて、タンポポのことなんです | アルバム未収録                  |

## ミュージック・ビデオ収録作品
| 曲名                     | 作品名 |
| ------------------------ | ------ |
| 恋は、ご多忙申し上げます | 未収録 |

## ライブ映像作品
| 曲名                     | 作品名  | 備考 |
| ------------------------ | ------- | --- |
| 恋は、ご多忙申し上げます | Harvest | アルバム『婦人の肖像 (Portrait of a Lady)』の初回限定盤A・Bのみ。2010年に鎌倉芸術館で開催されたライブ『原由子スペシャル『はらばん』鎌倉ライブ』での歌唱。「いちょう並木のセレナーデ」「ハートせつなく」と共に収録。 |